# Toñi Salazar
Antonia Salazar Salazar (Badajoz, España, 14 de marzo de 1963) más conocida como Toñi Salazar, es una cantante y compositora española de etnia gitana, de flamenco y pop. Más conocida por formar el exitoso dúo Azúcar Moreno junto a su hermana, Encarna Salazar.

## Biografía
Toñi Salazar nació en Badajoz, el 14 de marzo de 1963. Sus padres fueron Gonzalo Salazar Molina (1925-1987) y Candelaria Salazar  (1932-1985). Nació dos años después que Encarna Salazar, convirtiéndose la sexta hija de nueve hermanos. Entre sus otros hermanos, también destacan Sara, Juan o José Salazar. Es también sobrina del cantaor Porrina de Badajoz. 

### Vida personal
En 24 de junio de 1982, falleció su hermano Enrique Salazar (nacido el 09/09/1956) por un cáncer de garganta a los 25 años. En mayo de 1985, tuvo su primer y único hijo, llamado Borja Rilo Salazar.
En 1996, falleció su hermana Aurelia Salazar (nacida en 1952) por una muerte súbita a los 44 años mientras se encontraba en un terraza de Madrid. Dos años más tarde, falleció su otro hermano Manuel Salazar (nacido en 1969) por un infarto a los 29 años. En julio de 2008, murió su hermano Carlos Salazar (nacido en 1967) por un cáncer fulminante a los 41 años.

## Carrera

### 1984-2007: Azúcar Moreno y Festival de Eurovisión
Toñi y Encarna forman un dúo llamado Azúcar Moreno. En 1984 grabaron su primer disco titulado Con la miel en los labios y en 1986 Estimúlame. Tras introducirse tímidamente en el mundo de la canción, en 1988 publicaron Carne de melocotón. En 1990 representaron a España en el Festival de Eurovisión en Zagreb (Croacia) con el tema Bandido, finalizando en la quinta posición. Su actuación en Eurovision es recordada por producirse el fallo técnico más sonado en la historia del certamen. La pista pregrabada de sonido con las percusiones y ritmos básicos, que debía sincronizarse con la orquesta en directo, salió tarde por error de un operario de la televisión yugoslava, lo que provocó que el dúo saliera a escena cuando el sonido no estaba preparado y que la orquesta no pudiera sincronizarse al empezar a escucharse el sonido con la cinta ya empezada. Azúcar Moreno consiguió salir del apuro volviendo a bastidores. Tras unos segundos prepararon la música, comenzó la orquesta y volvieron a salir al escenario, sin problemas.
La quinta posición con la canción Bandido catapultó a las hermanas a lo más alto de las listas de ventas españolas e internacionales. Durante los años 1990 y hasta ahora han seguido editando numerosos trabajos con los que consiguieron sonados éxitos como Sólo se vive una vez, Amén, Mambo, "Moliendo café",Hazme el amor,Bésame","Divina de la muerte","Torero"El amor (incluido en la banda sonora de la película de Hollywood El especialista)"  Olé. En 2001 grabaron una nueva versión del clásico tema Tequila en su álbum Únicas. El 27 de noviembre de 2007 el dúo anunció su retirada temporal de la música, mientras Encarna Salazar se sometió a un tratamiento de quimioterapia debido a un cáncer.

### 2009-2013: Carrera en solitario y trabajos en televisión
Tras superar el cáncer y después de una larga temporada de éxito Encarna anuncia en un programa de televisión que el dúo se separa temporalmente por causas no sólo profesionales, y que Antonia emprenderá su carrera en solitario mientras su hermana se recupera totalmente. En septiembre de 2009 se reconciliaron públicamente en el programa de televisión de Antena 3, DEC.
En enero de 2010 Toñi Salazar presenta su candidatura para representar a España en el Festival de Eurovisión con la canción La caña de España, adelanto de su trabajo discográfico en solitario el cual verá la luz el 25 de mayo del mismo año bajo el nombre de Zero Azúcar producido por Alejandro Ruiz. En verano de 2011, presenta su segundo sencillo oficial " Sólo se vive una vez 2011" cantada en solitario por Toñi Salazar en una versión house. En ese mismo año va a Miami al programa de Alexis Valdés, que presentó su nuevo tema, una balada, Qué será de ti. En el año 2012 Toñi Salazar viaja a Miami donde participa en varios programas y actuó en contadas ocasiones. Ese mismo año, estrenó una romántica balada con Marco Dettoni titulada: Qué tarde se nos hizo. En 2011, participó en la primera temporada de Tu cara me suena.
El 15 de mayo de 2012, Toñi Salazar participa en la fiesta de San Isidro en Madrid, en la Plaza Mayor cantando unos chotis. Encarna Salazar, muy recuperada de su enfermedad y feliz por haber acercado posturas con su hermana Toñi también se dejó ver en esta cita. "De momento no puedo confirma la vuelta de Azúcar Moreno, no hay ni proposiciones ni nada" declaraba la cantante, quien añadía a continuación: "La relación entre mi hermana y yo no está mal. Cada una tiene su vida y no nos vemos mucho, pero es más fluida que antes".

### 2014-presente: regreso a Azúcar Moreno y nuevos éxitos
En 2014, fue de invitada a la tercera temporada de Tu cara me suena para acompañar a sus hermanos en la imitación de la semana. Tras la actuación, fue sorprendida por su hermana Encarna, y ambas confirmaron su regreso y nueva música con Azúcar Moreno.

## Filmografía

### Programas de televisión
| Año      | Programa                   | Clasificación         | Cadena    |
| -------- | -------------------------- | --------------------- | --------- |
| 2007     | ¡Mira quién baila!         | 1.ª Eliminada         | TVE       |
| 2011     | Tu cara me suena           | 5.ª Clasificada       | Antena 3  |
| 2013     | ¡Splash!: Famosos al agua  | 1.ª Eliminada         | Antena 3  |
| 2016     | Levántate All Stars        | 3.ª Eliminada         | Telecinco |
| 2018     | Ven a cenar conmigo        | Eliminada             | Cuatro    |
| 2019     | Supervivientes             | Abandono Voluntario   | Telecinco |
| 2021     | Los miedos de . . .        | Concursante           | Telecinco |
| 2022     | ¡Viva la fiesta!           | Invitada              | Telecinco |
| 20242025 | Bake Off: Famosos al horno | 1.ª EliminadaInvitada | La 1      |

## Discografía
| - 2010: Zero azúcar - 2013: Nostalgia | - 1984: Con la Miel en los Labios - 1986: Estimúlame - 1988: Carne de Melocotón - 1990: Bandido - 1991: Mambo - 1992: Ojos Negros - 1994: El Amor - 1996: Esclava de tu Piel - 1998: Olé - 2000: Amén - 2001: Únicas - 2003: Desde el Principio - 2006: Bailando con Lola - 2020: El Secreto - 1997: Mucho Azúcar (Grandes éxitos) |